# Deilephila gissarodarvasica
Deilephila gissarodarvasica är en fjärilsart som beskrevs av Shchetkin 1981. Deilephila gissarodarvasica ingår i släktet Deilephila och familjen svärmare. Inga underarter finns listade i Catalogue of Life.